# Ильич (Петриковский район)
Ильич (бел. Ільіч) — деревня в Петриковском сельсовете Петриковского района Гомельской области Беларуси.

## География

### Расположение
В 9 км на запад от Петрикова, 21 км от железнодорожной станции Муляровка (на линии Лунинец — Калинковичи), 199 км от Гомеля.

## Транспортная сеть
Рядом автодорога Житковичи —  Петриков. Планировка состоит из 9 прямолинейных, параллельных между собой улиц близкой к меридиональной ориентации, застроенных двусторонне деревянными усадьбами. На юге небольшой обособленный участок застройки.

## История
По письменным источникам известна с XVIII века как селение в Мозырском повете Минского воеводства Великого княжества Литовского. После 2-го раздела Речи Посполитой (1793 год) в составе Российской империи. В 1795 году деревня Буды в Мозырском повете. В 1850 году в составе поместья Осовец. В начале 1920-х годов переселенцы из деревни Буды основали рядом деревни Батрак и Ильич. В 1930 году организован колхоз. 11 жителей погибли на фронтах Великой Отечественной войны. Согласно переписи 1959 года деревни Батрак, Буды, Ильич. В 1964 году эти деревни объединились и составили один населённый пункт — деревню Ильич. В составе совхоза «Петриковский» (центр — город Петриков).

## Население

### Численность
- 2004 год — 57 хозяйств, 142 жителя.

### Динамика
- 1795 год — 7 дворов.
- 1959 год — в деревне Батрак — 35 жителей, в деревне Буды — 87 жителей, в деревне Ильич — 39 жителей (согласно переписи).
- 2004 год — 57 хозяйств, 142 жителя.

## Достопримечательность
- Поселение эпохи бронзы и раннего железного века (3-е тысячелетие до н.э. – середина 1-го тысячелетия н.э.)